# Tomás Domínguez Arévalo
Tomás Domínguez Arévalo (Madrid, 26 de septiembre de 1882-Villafranca, Navarra, 10 de agosto de 1952), más conocido por su título nobiliario de conde de Rodezno, fue un político español de ideología tradicionalista carlista. Además, fue el XII marqués de San Martín, VII conde de Rodezno, grande de España, y V conde de Valdellano, caballero de la Soberana Orden Militar y Hospitalaria de San Juan de Jerusalén, de Rodas y de Malta, caballero de las Reales Maestranzas de Caballería de Zaragoza y Sevilla, hijo predilecto de Navarra, presidente de la Junta Suprema Tradicionalista, diputado a Cortes por Aoiz, senador del Reino por la provincia de Navarra, ministro de Justicia del primer gobierno de Franco, académico de la Real Academia de la Historia, abogado, escritor y genealogista así como uno de los líderes más representativos del tradicionalismo carlista. También ocupó los cargos de vicepresidente de la Diputación Foral de Navarra, consejero nacional del Movimiento y procurador a Cortes durante las primeras legislaturas del período franquista.

## Biografía

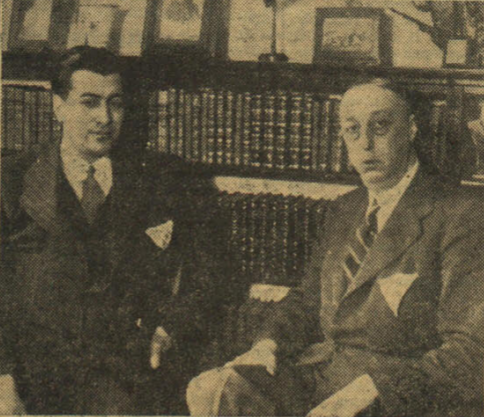
El conde de Rodezno entrevistado por Jesús Evaristo Casariego (marzo de 1936)

Hijo de Tomás Domínguez Romera, natural de Carmona, XI marqués de San Martín, y de su esposa María de los Dolores de Arévalo y Fernández de Navarrete, VI condesa de Rodezno, de origen navarro, estudió la carrera de Derecho en Madrid, licenciándose en 1904 y fue un importante terrateniente con extensas propiedades en Extremadura y Navarra. Inició su carrera política como alcalde de Villafranca y posteriormente fue diputado a Cortes por Aoiz en 1916 y 1918. Senador en 1921 y 1923. Durante el periodo de la Segunda República de 1931 a 1936 fue diputado por Navarra. Aunque inicialmente apoyó el Estatuto Vasco, dado que en principio proponía un concordato de las provincias vascas con la Santa Sede, se convirtió en un acérrimo enemigo del mismo cuando este dejó de ser confesional. Abandonó la comisión de Reforma Agraria y fundó la Asociación de Terratenientes de Navarra, con la intención de anular las reclamaciones de los jornaleros. Contrajo matrimonio con María de la Asunción López-Montenegro y García-Pelayo, dama de la alta burguesía agraria extremeña.
Fue monárquico tradicionalista, llegando a presidir la Junta Suprema del partido. Enemigo declarado de la República, estuvo implicado en el intento de golpe de Estado de José Sanjurjo en 1932. En los acuerdos secretos firmados en Roma en marzo de 1934 con la Italia de Mussolini para preparar la sublevación militar fue nombrado, en representación de la Comunión Tradicionalista, delegado para administrar el armamento y dinero (un millón y medio de pesetas de la época en metálico) suministrados por los fascistas para iniciar el alzamiento. Posteriormente fue el encargado de pactar con el general golpista Emilio Mola la participación del carlismo en la sublevación militar de julio de 1936. Estuvo presente en las negociaciones para la unificación de Falange y el Tradicionalismo. En 1938, en plena Guerra Civil forma parte del primer gabinete franquista, pasando a desempeñar la cartera de Justicia, con sede en la ciudad de Vitoria, que comprendía Justicia, registros, notariado, prisiones y asuntos eclesiásticos.

... No se había olvidado de los carlistas. Franco en persona invitó a Fal Conde, el jefe carlista exiliado en Lisboa, a formar parte del Consejo Nacional de FET, en noviembre de 1937. Fal Conde no aceptó y el ofrecimiento fue retirado definitivamente el 6 de marzo de 1938. El conde de Rodezno, que seguía en importancia a Fal Conde entre los carlistas, fue nombrado, a pesar de todo, Ministro de Justicia.

Durante su mandato deroga la legislación de la II República, para poner las bases de la dictadura franquista. Modificó el Código Penal, reintegró en sus puestos a los antiguos jueces, se reconstruyeron los Registros de Propiedad, derogó las disposiciones relativas al matrimonio civil y condición de la mujer casada, y restauró la Compañía de Jesús. Cesó en el cargo en septiembre de 1939 y en 1940 fue designado diputado foral por la merindad de Tudela, correspondiéndole por mayoría de edad la vicepresidencia de la Diputación, cargo que desempeñó hasta 1948. Le nombraron hijo predilecto de Navarra y tras su muerte el general Franco le nombró grande de España para unir al condado de Rodezno el 1 de octubre de 1952. Procurador en Cortes nato por su condición de Consejero Nacional durante la I Legislatura de las Cortes Españolas (1943-1946).
Además de su labor política, también escribió sobre Historia. En 1909 publicó su primera obra monográfica: Los Teobaldos de Navarra. Ensayo de crítica histórica, a la cual habrían de seguir De tiempos lejanos, glosas históricas (navarras medievales), La princesa de Beira y los hijos de D. Carlos, Carlos VII, duque de Madrid, La propiedad privada en Navarra y un informe sobre la reforma tributaria, El Dr. Navarro D. Martín de Azpilcueta. Con motivo de su recepción en la Real Academia de la Historia en 1944 leyó el discurso Austrias y Albrets ante la incorporación de Navarra a Castilla. Fue el fundador y primer presidente de la Institución "Príncipe de Viana".

## Legado

### Homenaje

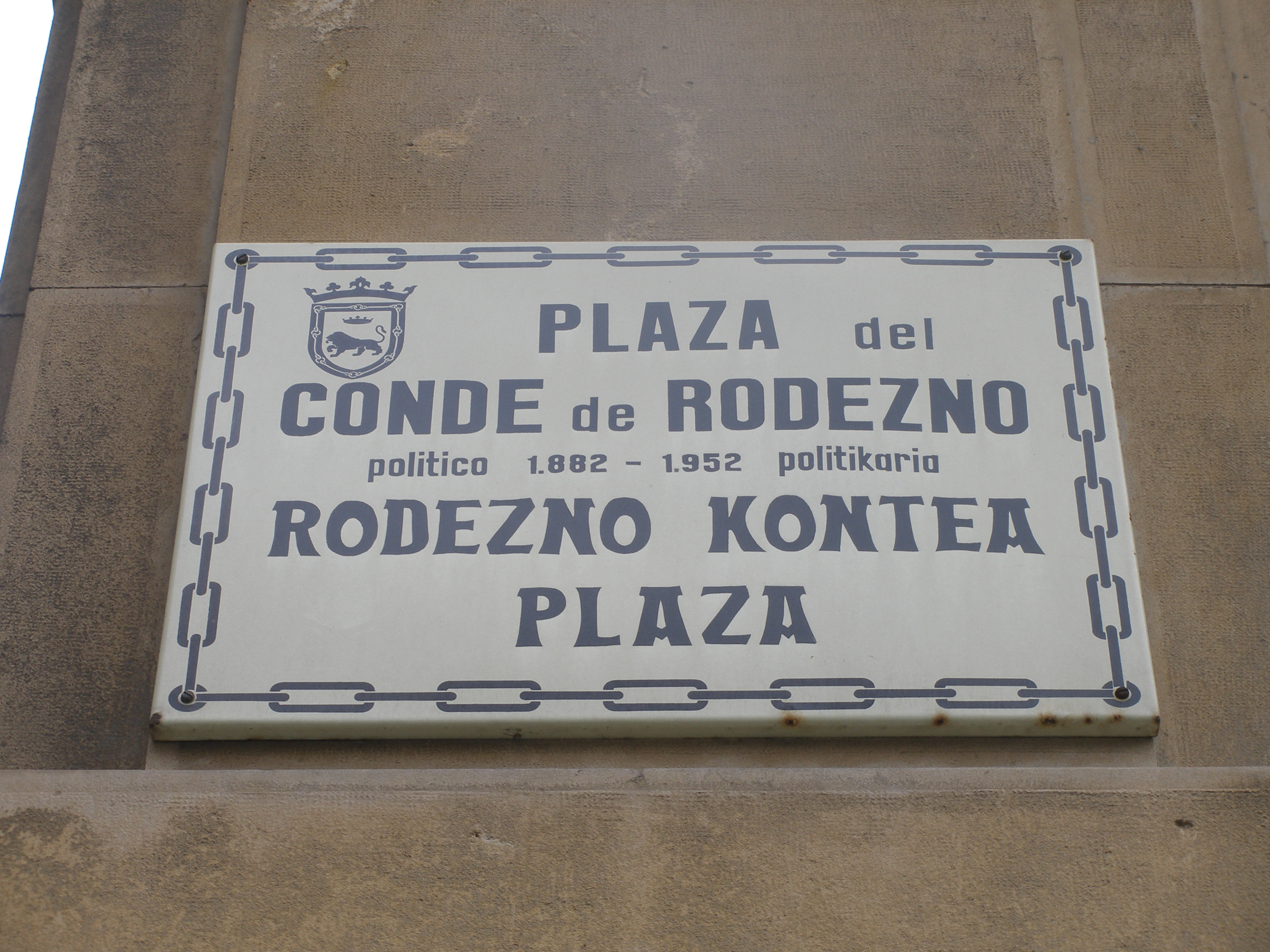
Cartel de la plaza Conde Rodezno de Pamplona alusiva a Tomás Domínguez Arévalo. Estas placas fueron sustituidas por otras genéricas al título nobiliario en junio de 2009, que se retiraron en 2016 por la nueva denominación.

En el Segundo Ensanche de Pamplona se le dedicó durante el Franquismo una plaza en su memoria con la denominación de "Plaza Conde Rodezno", con la imponente presencia del Monumento a los Caídos en homenaje a los muertos en combate en el bando sublevado. En marzo de 2009 para cumplir la ley de Memoria Histórica y la ley de Símbolos de Navarra el ayuntamiento de Pamplona aprobó, por parte de Nafarroa Bai (Na Bai), Partido Socialista de Navarra (PSN) y los ediles no adscritos elegidos por Acción Nacionalista Vasca una modificación del cambio de nombre a la que se opuso Unión del Pueblo Navarro (UPN). Aduciendo que esta era una atribución exclusiva de la alcaldesa, Yolanda Barcina firmó la resolución por la que la plaza dejaba de honrar personalmente a Tomás Domínguez Arévalo y pasaba a llevar el nombre del título nobiliario, conde de Rodezno, de manera general. Dado que NaBai y PSN consideraron este proceder como una argucia legal para mantener el nombre de la plaza, decidieron recurrir ante el Tribunal Administrativo de Navarra. En el mes de septiembre el Tribunal desestimó el recurso por no constituir el nombre de la plaza una exaltación del franquismo, dada la redefinición del nombre de misma. En el mes de junio de 2009 se cambiaron los carteles de la plaza por otros en que se alude a la creación del título nobiliario en 1790.
En noviembre de 2015, siendo alcalde Joseba Asiron, se cambió la denominación a plaza de Serapio Esparza, en homenaje al arquitecto que diseñó el II Ensanche pamplonés. Posteriormente, en un acuerdo no vinculante, el Pleno de la Corporación abogó por denominar al espacio como Plaza de la Libertad, nombre que, finalmente, fue asumido por el alcalde Joseba Asirón. Las placas con el nombre, no obstante, no fueron retiradas hasta el 14 de abril de 2016, fecha coincidente con el aniversario de la proclamación de la Segunda República Española.

### Imputación errónea del juez Garzón
Fue uno de los treinta y cinco altos cargos del franquismo imputados en 2008 por la Audiencia Nacional en el sumario instruido por Baltasar Garzón, por los delitos de detención ilegal y crímenes contra la humanidad cometidos durante la guerra civil española y en los primeros años del régimen, y que no fue procesado al comprobarse su fallecimiento, acontecido en 1952. Por la instrucción de esta causa el juez Garzón —que sería inhabilitado y expulsado de la carrera judicial por las escuchas del caso Gürtel— fue acusado de prevaricación, juzgado y posteriormente absuelto por el Tribunal Supremo, que dictaminó no obstante que dicha instrucción había sido un error.